# Mauro Laus
Mauro Antonio Donato Laus (Lavello, 7 de agosto de 1966) é um político italiano do Partido Democrata, que atua como senador. Ele é membro da XVIII Legislatura da Itália.

## Biografia
Depois de passar a infância e a adolescência em Lavello (PZ), mudou-se para Torino. Ele é casado e tem dois filhos.

### Eleição para Senador
Nas eleições gerais de 2018 na Itália, ele foi eleito para o Senado da República no círculo eleitoral de um único membro de Torino, apoiado pelo Partido Democrata.

## Controvérsia
Em 2018, durante um acalorado debate no Senado, ele teria dito à senadora Alessandra Maiorino (M5S) para voltar à cozinha, atraindo críticas e acusações bipartidárias de sexismo.